# Gare de Cannes
Gare de Cannes – stacja kolejowa w Cannes, w regionie Prowansja-Alpy-Lazurowe Wybrzeże (departament Alpy Nadmorskie), we Francji.
Stacja została otwarta 10 kwietnia 1863 przy linii łączącej Marsylię z Cagnes-sur-Mer. Stacja była małym eleganckim budynkiem z dwoma wiatami obejmującymi dwa perony.
W 1870 otwarto linię do Grasse. Lokomotywownia została przeniesiona do La Bocca w 1880 roku i dworzec towarowy został otwarty w 1883 roku.
Stary dworzec okazał się zbyt mały na szybko rozwijające się miasto. Budowa nowej stacji rozpoczęła się w 1962 roku. Pierwotny budynek został zastąpiony przez obecny w 1975 roku. Linia jest na powierzchni, ale są plany, aby schować stację pod ziemię, jak stacja Monaco-Monte Carlo.